# Lieksa
Lieksa è una città finlandese di 10372 abitanti, situata nella regione della Carelia Settentrionale.
Il conte Per Brahe fondò la città con il nome di Brahea nel 1653, ma questa non sopravvisse a lungo. L'attuale comune di Lieksa fu fondato nel 1936 ed è divenuto una città nel 1972.
La moderna chiesa di Lieksa, nota anche come "chiesa del lago Pielinen", è stata costruita nel 1982 in sostituzione del vecchio edificio di legno andato distrutto da un incendio nella notte di Capodanno del 1979; solo il campanile della chiesa è sopravvissuto all'incendio. Inoltre, all'interno dell'area naturale di Paateri è presente l'omonima chiesa di legno, costruita nel 1991.
L'ultima settimana di luglio si tiene il Lieksa Brass Week, un concerto che richiama un buon numero di musicisti internazionali.
Il borgo rurale di Vuonislahti è famoso per il monumento ai caduti in guerra, nel punto dove nel 1808 i soldati finlandesi riuscirono a fermare le truppe russe.
A una trentina di chilometri circa dalla città sorge il parco naturalistico Ruunaa.
Nel 2007 è stato girato un film intitolato Lieksa! scritto e diretto dal regista finlandese Markku Pölönen. Nella colonna sonora del è presente la canzone While Your Lips Are Still Red scritta da Tuomas Holopainen e Marco Hietala della band Nightwish, contenuta nel singolo Amaranth (uscito il 22 agosto 2007 e nel sesto album della band Dark Passion Play.
Nel territorio comunale si trova il lago Änäkäinen con l'omonima riserva di pesca, l'area fu teatro di intensi scontri durante la Guerra d'inverno.